# بوجمعة طلعي
بوجمعة طلعي، (ولد في 17 مايو 1952 في الشافية ولاية الطارف، - توفي في 6 أغسطس 2022 الجزائر العاصمة)، سياسي جزائري. كان وزيرًا للنقل من 14 مايو 2015 إلى 25 مايو 2017.

## الحكم في قضايا فساد
في سياق احتجاجات 2019 في الجزائر، تم إيداعه رهن الحبس المؤقت في 23 سبتمبر 2019. في قضية علي حداد، حُكم عليه بالسجن ثلاث سنوات بتهمة الفساد.
```
وحُكم عليه بالسجن النافذ 3 سنوات بتهم ذات صلة بالفساد. واستفاد بوجمعة طلعي من اجراءات الإفراج ومغادرة المؤسسة العقابية، بعد النطق بالحكم في قضية الاخوة متيجي. أين تم تخفيض عقوبته وجعلها 6 أشهر موقوفة النفاذ. وغادر سجن القليعة، في 
جوان
 
2022
 الماضي بعد استنفاذ العقوبة التي قضاها في السجن.
```

## وفاته
توفي وزير النقل والأشغال العمومية السابق بوجمعة طلعي، في 6 أغسطس 2022 عن عمر ناهز 70 سنة بعد معاناته مع مرض عضال. بأحد المصالح الصحية بالجزائر العاصمة.